# Arceuthobium campylopodum
Arceuthobium campylopodum é uma espécie de visco anão conhecido como visco anão ocidental. É nativa das florestas de coníferas de baixa a moderada elevação no oeste da América do Norte. É um parasita comum de várias espécies de pinheiro, incluindo Pinus jeffreyi, Pinus ponderosa e Pinus coulteri. O visco anão tem uma estrutura amarelo-esverdeada acima da casca da árvore, enquanto a maior parte da planta está sob a casca. As sementes amadurecem durante o outono e se dispersam para as árvores próximas.

## Usos
Algumas tribos indígenas usavam o visco anão ocidental como uma lavagem para evitar a caspa.